# Stefan Kirev
Stefan Kirev (em búlgaro:  Стефан Кирев, 14 de outubro de 1942) é um ex-ciclista olímpico búlgaro. Representou sua nação nos Jogos Olímpicos de Verão de 1964, na prova de contrarrelógio, nos 1000 m.